# Comté de Sarasota
Pour les articles homonymes, voir Sarasota (homonymie).
Le comté de Sarasota (Sarasota County) est un comté situé dans l'État de Floride, aux États-Unis. Sa population était estimée en 2020 à 434 006 habitants. Son siège est Sarasota. Le comté a été fondé en 1921 et l'origine de son nom est incertaine ; sa première apparition date de 1763, la région s'appelait alors Zarazote.

## Comtés adjacents
- Comté de Manatee (nord)
- Comté de DeSoto (est)
- Comté de Charlotte (sud)

## Principales villes
- Sarasota
- North Port
- Venice
- Longboat Key

## Démographie
| Groupe                           | Comté de Sarasota | Floride | États-Unis |
| -------------------------------- | ----------------- | ------- | ---------- |
| Blancs                           | 90,2              | 75,0    | 72,4       |
| Afro-Américains                  | 4,7               | 16,0    | 12,6       |
| Métis                            | 1,6               | 2,5     | 2,9        |
| Autres                           | 2,0               | 3,7     | 6,4        |
| Asiatiques                       | 1,3               | 2,4     | 4,8        |
| Amérindiens                      | 0,3               | 0,4     | 0,9        |
| Total                            | 100               | 100     | 100        |
|                                  |                   |         |            |
| Hispaniques et Latino-Américains | 7,9               | 22,5    | 16,7       |

| 1930   | 1940   | 1950   | 1960   | 1970    | 1980    |
| ------ | ------ | ------ | ------ | ------- | ------- |
| 12 440 | 16 106 | 28 827 | 76 895 | 120 413 | 202 251 |

| 1990    | 2000    | 2010    | - | - | - |
| ------- | ------- | ------- | - | - | - |
| 277 776 | 325 957 | 379 448 | - | - | - |